# Liste der litauischen Abgeordneten zum EU-Parlament (2014–2019)
Die Liste der litauischen Abgeordneten zum EU-Parlament (2014–2019) listet alle litauischen Mitglieder des 8. Europäischen Parlaments nach der Europawahl in Litauen 2014.

## Mandatsstärke der Parteien
- S&D: 2
- G/EFA: 1
- ALDE: 3
- EVP: 2
- EKR: 1
- EFDD: 2

- S&D: 2
- G/EFA: 1
- ALDE: 3
- EVP: 3
- EKR: 1
- NI: 1

| Nationale Partei                                           | Mandate | Mandate | Fraktion                                                                               |
| Nationale Partei                                           | 2014    | 2019    | Fraktion                                                                               |
| ---------------------------------------------------------- | ------- | ------- | -------------------------------------------------------------------------------------- |
| Lietuvos Respublikos liberalų sąjūdis (LRLS)               | 2       | 1       | Fraktion der Allianz der Liberalen und Demokraten für Europa (ALDE)                    |
| Darbo partija (DP)                                         | 1       | 1       | Fraktion der Allianz der Liberalen und Demokraten für Europa (ALDE)                    |
| Parteilose Abgeordnete                                     | 0       | 1       | Fraktion der Allianz der Liberalen und Demokraten für Europa (ALDE)                    |
| Tėvynės sąjunga – Lietuvos krikščionys demokratai (TS-LKD) | 2       | 2       | Fraktion der Europäischen Volkspartei (EVP)                                            |
| Parteilose Abgeordnete                                     | 0       | 1       | Fraktion der Europäischen Volkspartei (EVP)                                            |
| Lietuvos socialdemokratų partija (LSDP)                    | 2       | 2       | Fraktion der Progressiven Allianz der Sozialdemokraten im Europäischen Parlament (S&D) |
| Tvarka ir teisingumas (TT)                                 | 2       | 0       | Europa der Freiheit und der direkten Demokratie (EFDD)                                 |
| Tvarka ir teisingumas (TT)                                 | 1       | 1       | Fraktionslose Abgeordnete (NI)                                                         |
| Lietuvos lenkų rinkimų akcija (LLRA)                       | 1       | 1       | Europäische Konservative und Reformer (EKR)                                            |
| Lietuvos valstiečių ir žaliųjų sąjunga (LVŽS)              | 1       | 1       | Die Grünen/Europäische Freie Allianz (G/EFA)                                           |
| Gesamt                                                     | 11      | 11      |                                                                                        |

## Abgeordnete
| Bild | Name                   | von          | bis          | Partei        | Fraktion | Anmerkungen                                                                                          |
| ---- | ---------------------- | ------------ | ------------ | ------------- | -------- | --- |
|      | Laima Andrikienė       | 30. Mai 2016 | 2. Juli 2019 | TS-LKD        | EVP      | Nachgerückt für Gabrielius Landsbergis                                                               |
|      | Petras Auštrevičius    | 1. Juli 2014 | 2. Juli 2019 | LRLS          | ALDE     | |
|      | Zigmantas Balčytis     | 1. Juli 2014 | 2. Juli 2019 | LSDP          | S&D      | |
|      | Vilija Blinkevičiūtė   | 1. Juli 2014 | 2. Juli 2019 | LSDP          | S&D      | |
|      | Antanas Guoga          | 1. Juli 2014 | 2. Juli 2019 | LRLSparteilos | ALDEEVP  | Fraktionswechsel am 4. Oktober 2016, Parteiaustritt am 9. Oktober 2016                               |
|      | Gabrielius Landsbergis | 1. Juli 2014 | 12. Mai 2016 | TS-LKD        | EVP      | Nachrückerin: Laima Andrikienė                                                                       |
|      | Valentinas Mazuronis   | 1. Juli 2014 | 2. Juli 2019 | TTDPparteilos | EFDDALDE | Fraktionswechsel am 18. Mai 2015, Parteiwechsel am 30. Juni 2015, Parteiaustritt am 6. November 2017 |
|      | Rolandas Paksas        | 1. Juli 2014 | 2. Juli 2019 | TT            | EFDDNI   | Fraktionsaustritt am 18. Mai 2015                                                                    |
|      | Bronis Ropė            | 1. Juli 2014 | 2. Juli 2019 | LVŽS          | G/EFA    | |
|      | Algirdas Saudargas     | 1. Juli 2014 | 2. Juli 2019 | TS-LKD        | EVP      | |
|      | Valdemar Tomaševski    | 1. Juli 2014 | 2. Juli 2019 | LLRA          | EKR      | |
|      | Viktoras Uspaskich     | 1. Juli 2014 | 2. Juli 2019 | DP            | ALDE     | |